# Кужель (поселення)
Кужель (словен. Kuželj) — поселення в общині Костел, регіон Південно-Східна Словенія, Словенія. Висота над рівнем моря: 242,8 м.